# Gene Chandler
Gene Chandler, geboren als Eugene Dixon (Chicago, 6 juli 1937), is een Amerikaanse zanger en muziekproducent.

## Jeugd
Als Eugene Dixon formeerde hij op 18-jarige leeftijd de vocalgroep The Gaytones op, twee jaar later vervoegde hij zich bij de rock-'n-roll-groep The Dukays. Reeds kort daarna ging hij drie jaar onder militaire dienst, waar hij het grootste deel van zijn diensttijd in Duitsland doorbracht. Tijdens deze periode zong hij solo in de soldatenclubs. In 1960 keerde Chandler terug bij The Dukays, die ondertussen een platencontract bij het kleine label Nat Records hadden afgesloten. 

## Carrière
In de zomer van 1961 had hij met The Dukays zijn eerste platensucces met het nummer The Girl's a Devil, dat zich drie weken wist te handhaven in de top 100 van de Amerikaanse pophitlijst met als beste resultaat een 64e plaats. Nog in hetzelfde jaar schreven de bandleden Earl Edwards en Bernice Williams het nummer Duke of Earl, waarvan ze zo overtuigd waren van het succes van het nummer, dat ze dit aanboden aan het grote label Vee-Jay Records, dat reeds grootheden als Jerry Butler en Jimmy Reed onder contract had. Omdat het label Nat Records stond op naleving van het bestaande contract, onderhandelde Vee-Jay-manager Calvin Carter over een compromis, waardoor de song met Eugene als solist geproduceerd zou worden. Met de artiestennaam Gene Chandler kon Vee-Jay het nummer in de winter van 1961 publiceren. In januari 1962 plaatste Duke of Earl zich in de Billboard Hot 100 en stond later drie weken lang op de toppositie. Met Rainbow, You threw a Lucky Punch en Man's Temptation had Chandler nog meerdere hits bij Vee-Jay, waarna hij in de zomer van 1963 wisselde naar Constellation Records. Daar begon een succesrijke samenwerking met Curtis Mayfield, die voor Chandler onder andere de succesnummers Just Be True en Nothing Can Stop Me schreef. Met deze beide songs bereikte hij vooral in de r&b-hitlijst goede klasseringen. Toen Constellation in 1966 ermee stopte, werd Chandler vervolgens door Checker Records uit Chicago onder contract genomen, waar hij echter tot 1969 alleen met I Fooled You This Time tot een top 50-succes kwam. Er volgden eveneens  succesloze jaren bij Brunswick Records, voordat hij in 1970 met Groovy Situation bij Mercury Records weer een hit kon bijboeken, die weer tot een miljoenen-bestseller uitgroeide.
Tot deze tijd had Chandler reeds een nieuwe carrière als eigenaar van twee muziekuitgeverijen en het platenlabel Bamboo en als producent opgestart. Bij Bamboo produceerde hij in 1969 het nummer Backfield in Motion, dat met het duo Mel & Tim tot een miljoenensucces uitgroeide.

## Onderscheidingen
Voor zijn succesrijke producties werd hij meermaals onderscheiden. In 1970 werd hij met de titel «Producer of the Year» geëerd. De Rhythm and Blues Foundation verleende hem in 1997 de Pioneer Award.

## Discografie
Vee Jay
- 1961: Duke of Earl / Kissin' in the Kitchen
- 1962: Walk On with the Duke / London Town
- 1962: Daddy's Home / The Big Lie
- 1962: I'll Follow You / You Left Me
- 1962: Tear for Tear / Miracle After Miracle
- 1962: You Threw a Lucky Punch / Rainbow
- 1963: Check Yourself / Forgive Me
- 1963: Baby, That's Love / Man's Temptation

Constellation
- 1963: From Day to Day / It's so Good for Me
- 1963: Pretty Little Girl / A Little Like Lovin'
- 1964: Think Nothing About It / Wish You Where Here
- 1964: Soul Hootenanny (Pt1) / Soul Hootenanny (Pt2)
- 1964: A Song Called Soul / You Left Me
- 1964: Just Be True / A Song Called Soul
- 1964: Bless Our Love / London Town
- 1964: What Now / If You Can't Be True
- 1965: You Can't Hurt Me No More / Everybody Let's Dance
- 1965: Nothing Can Stop Me / The Big Lie
- 1965: Rainbow' 65 (Pt1) / Rainbow' 65 (Pt2)
- 1965: Good Times / No One Can Love You
- 1965: Here Come the Tears / Soul Hootenanny (Pt2)
- 1965: Baby, That's Love / Bet You Never Thought
- 1966: Fool for You / Buddy Ain't It a Shame
- 1966: I Can Take Care of Myself / If I Can't Save It
- 1966: Mr. Big Shot / I Hate to Be the One to Say

Checker
- 1966: I Fooled You This Time / Such a Pretty Thing
- 1967: To Be a Lover / After the Laughter
- 1967: I Won't Need You / No Peace, No Satisfaction
- 1968: River of Tears / It's Time to Settle Down
- 1969: Go Back Home / In My Baby's House

Brunswick
- 1967: Girl Don't Care / My Love
- 1967: There Goes the Lover / Tell Me What Can I Do
- 1968: Love Won't Start / Show Me the Way to Go (& Barbara Acklin)
- 1968: There Was a Time / Those Were the Good Old Days
- 1968: From the Teacher to the Preacher / Anywhere but Nowhere (& Barbara Acklin)
- 1968: Teacher, Teacher / Pit of Loneliness
- 1969: Little Green Apples / Will I Find You (& Barbara Acklin)
- 1969: Eleanor Rigby / Familiar Footsteps
- 1969: This Bitter Earth / Suicide

- Bibsys: 7045305
- Bibliothèque nationale de France: cb13892367d (data)
- Gemeinsame Normdatei: 134345886
- International Standard Name Identifier: 0000 0000 5514 8361
- Library of Congress Control Number: n95048763
- MusicBrainz: c60cbc43-4602-44f9-9a77-6c6aad280a87
- Virtual International Authority File: 64191218
- WorldCat: E39PBJcBVpwrDCpRvmq698RMyd